# Viazovi Gai
Viazovi Gai (en rus: Вязовый Гай) és un poble de l'óblast de Saràtov, a Rússia, segons el cens del 2011 tenia 5 habitants. Pertany al districte municipal de Khvalinsk.